# 日佐氏
日佐氏（おさうじ）は、日本の氏族。

## 概要
日佐氏は『新撰姓氏録』によると、漢高祖の後裔。日佐氏は訳語氏とも記述されることから、訳語としての職掌に基づいて王権から日佐というカバネを授けられたとみられ、日佐氏の多くは中国系渡来人とみられる。遠山美都男は、日佐は長（オサ）に通じ、長は集団を統率する首長を意味するため、古代社会では外部集団の言語を解せることが首長の独占物だったのではないかと指摘している。